# Estació de Capellades
Capellades és una estació ferroviària de les línies de rodalia R6 i R60 de la Línia Llobregat-Anoia de FGC que dona servei a la vila de Capellades, però situada al terme municipal de Vallbona d'Anoia, a la comarca de l'Anoia. Com que queda lluny del nucli urbà de Capellades, hi ha un autobús llançadora que comunica l'estació amb el poble, en correspondència amb els horaris dels trens, i fa parada en diversos punts de la vila. Aquesta estació es va inaugurar el 1893.
Per donar cobertura ferroviària a la població de Capellades es construeix un baixador a 1 km del poble en el marc de construcció del carrilet de via única entre Martorell i Igualada. L'estació s'estrena el 29 de juliol de 1893 amb la circulació dels primers trens de passatgers.
El 1999 s'enllesteix l'electrificació del baixador amb la instal·lació de catenària aèria. L'any 2007 es construeix una segona via a l'estació per permetre el creuament de trens degut a l'increment del pas de combois a la línia. L'actuació suposa la creació d'una segona andana costat nord i la construcció d'un pas elevat per comunicar-la amb la resta de l'estació.

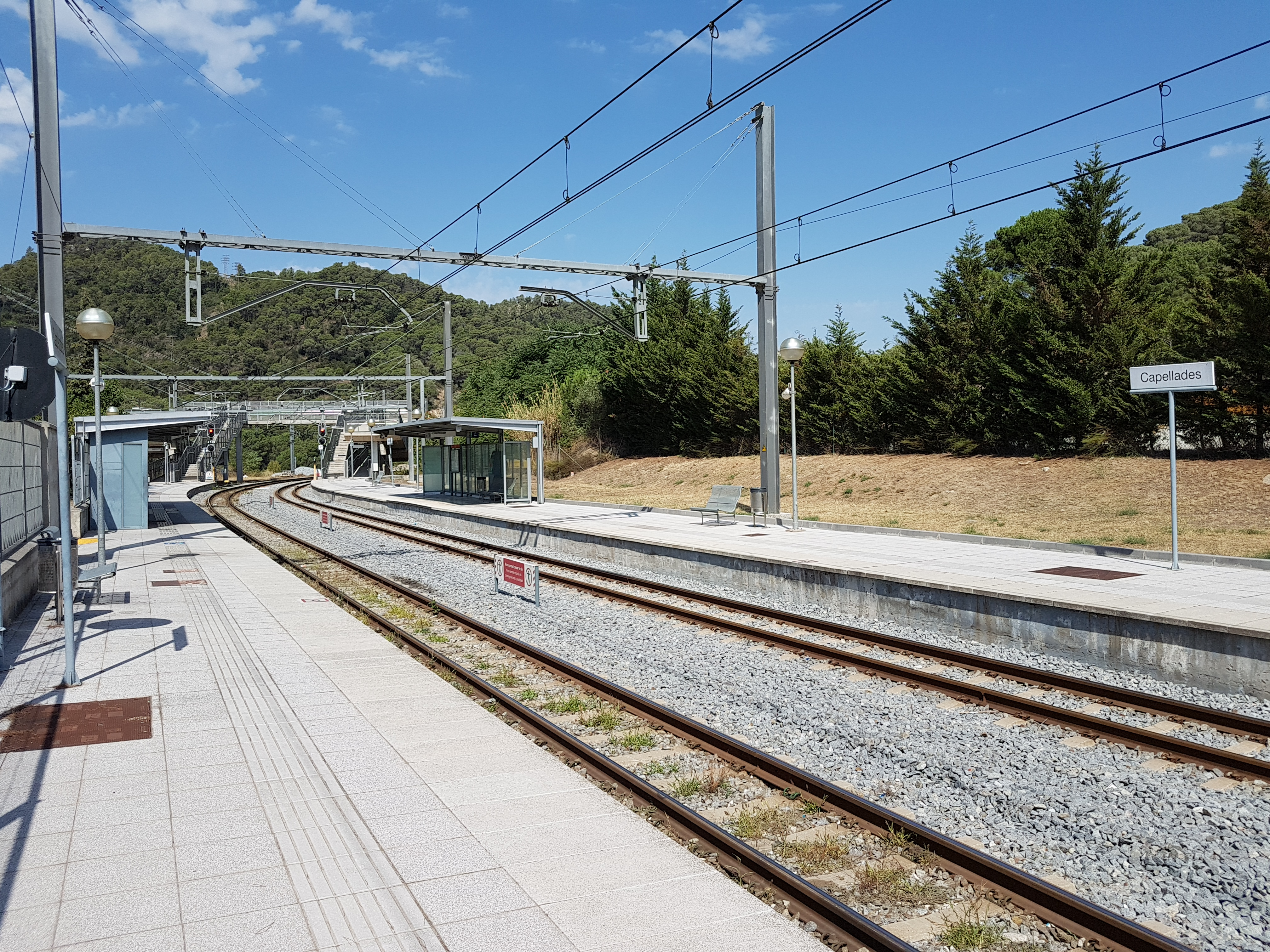
Es va afegir una segona via el 2007

| Línia Llobregat-Anoia de FGC |                  |       |                       |                        |
| Procedència/Destinació       | <                | Línia | >                     | Procedència/Destinació |
| Barcelona - Pl. Espanya      | Vallbona d'Anoia |       | La Pobla de Claramunt | Igualada               |
| Barcelona - Pl. Espanya      | Vallbona d'Anoia |       | La Pobla de Claramunt | Igualada               |